# Phường 6, thành phố Sóc Trăng
Phường 6 là một phường thuộc thành phố Sóc Trăng, tỉnh Sóc Trăng, Việt Nam.

## Địa lý
Phường 6 nằm ở trung tâm thành phố Sóc Trăng, có vị trí địa lý:
- Phía đông giáp Phường 8
- Phía tây giáp Phường 2 và Phường 7
- Phía nam giáp Phường 1
- Phía bắc giáp Phường 5 và Phường 7.

Phường 6 có diện tích 2,16 km², dân số năm 2022 là 14.038 người, mật độ dân số đạt 6.499 người/km².

## Hành chính
Phường 6 được chia thành 6 khóm: 1, 2, 3, 4, 5, 6.

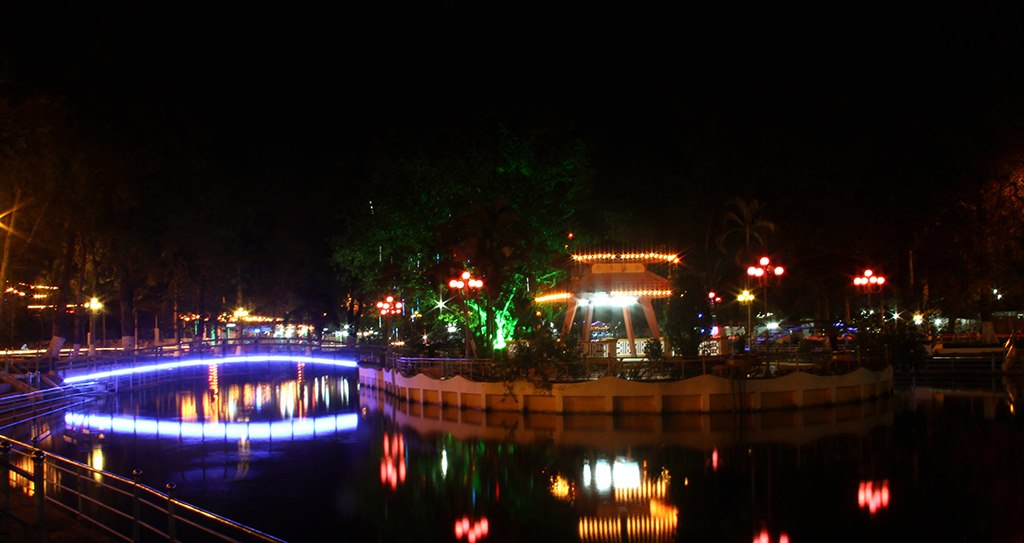
Khu Văn hóa Hồ Nước Ngọt về đêm

## Lịch sử
Sau năm 1975, Phường 6 là một phường thuộc thị xã Sóc Trăng.
Ngày 8 tháng 2 năm 2007, Chính phủ ban hành Nghị định số 22/2007/NĐ-CP về việc thành lập thành phố Sóc Trăng thuộc tỉnh Sóc Trăng. Phường 6 trực thuộc thành phố Sóc Trăng.